# Боль молочного зуба
«Боль молочного зуба» (азерб. Süd dişinin ağrısı) — советский азербайджанский художественный фильм 1987 года режиссёра Гусейна Мехтиева, снятый на киностудии «Азербайджанфильм».
Премьера фильма состоялась 26 июня 1988 года.

## Сюжет
Семилетний Керим рос без матери и сталкивался с жестокостью жизни, ощущая одиночество среди сверстников и родных. Он не может решиться вырвать молочный зуб из-за страха и издевательств окружающих. Испытания не оставляют мальчика, в том числе проблемы с отцом и его новой женщиной. Несчастья и недопонимание окружают Керима, и он пытается покончить с собой, ощущая себя тесно связанным с умершей матерью.

## Роли исполняют
- Парвиз Гусейнов — Керим
- Фуад Дадашев — Селим
- Алиджан Азизов — отец
- Лариса Халафова — Чимназ
- Рена Танривердиева — Сона
- Адалят Абубекиров — Саттар

В съёмках принимали участие учащиеся школы №6 Хачмазского района.

## Съёмочная группа
- Автор сценария: Рамиз Ровшан
- Режиссёр-постановщик: Гусейн Мехтиев
- Оператор-постановщик: Амин Новрузов
- Художник-постановщик: Ариф Абдуррахманов
- Композитор: Джаваншир Кулиев
- Звукооператор: Асад Асадов